# إبراهام إيوستس
إبراهام إيوستس (بالإنجليزية: Abraham Eustis)‏ هو عسكري أمريكي، ولد في 26 مارس 1786، وتوفي في 27 يونيو 1843.